# بدينة ولكن (رواية)
بدينة ولكن  هي إحدى روايات الروائية الأمريكية دانيال ستيل (بالإنجليزية Big Girl) ووهي من الروايات الرومانسية.

## نبذة قصيرة
تدور أحداث الرواية عن فتاة تعاني من نظرة المجتمع وأقرب الناس اليها إلى حجم جسمها وبدانتها حيث دأب والداها على معايرتها بشكلها والمقارنة بينها وبين اختها الجميلة لكنها تحتفظ بعلاقة طيبة معها. تترك المنزل وتذهب للعمل معلمة في نيويورك وتستغرق وقتا طويلا لتكتشف شخصيتها وتتقبل ذاتها.